# Венеційське скло

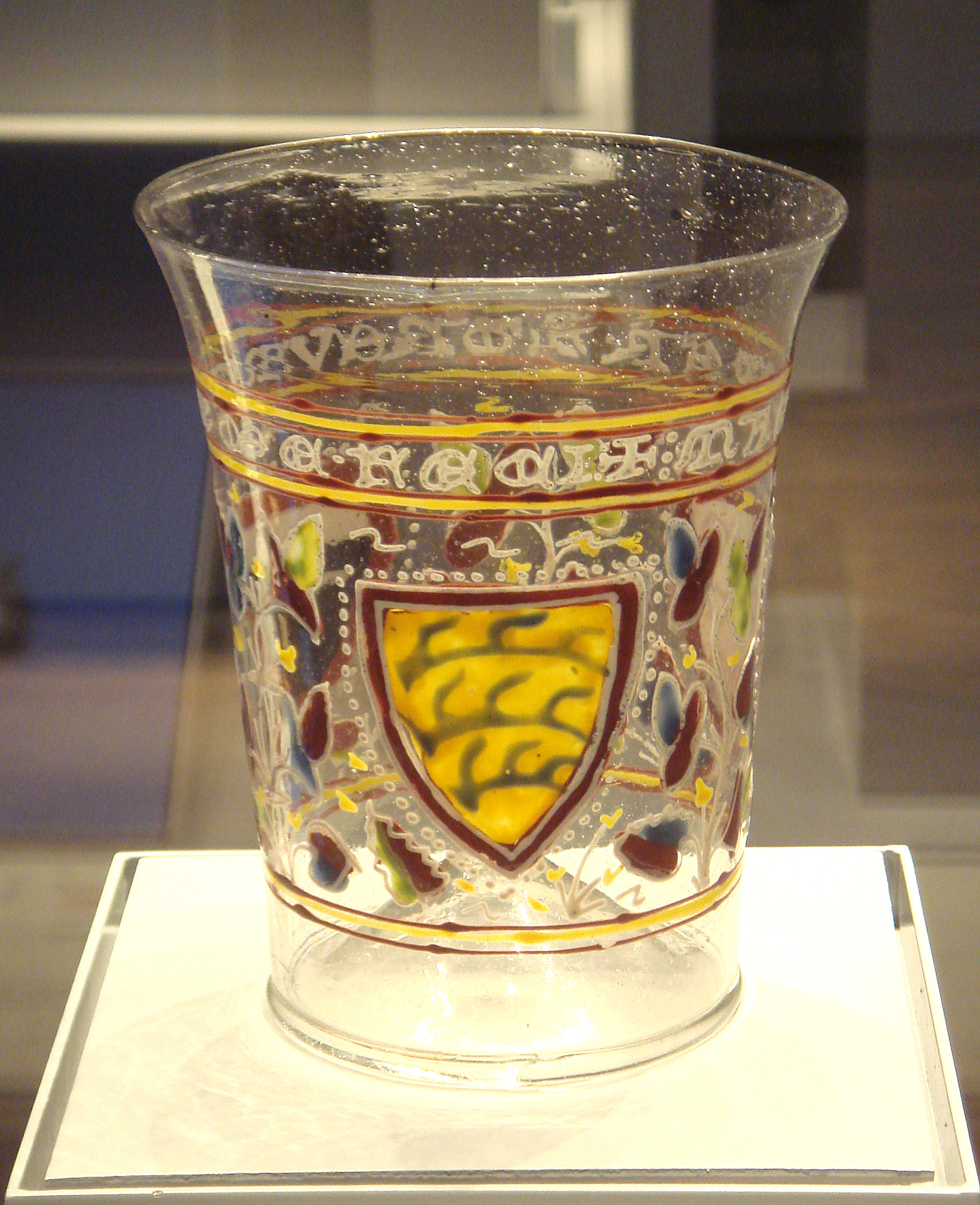
Венеційське скло, виріб 1330 року за ісламською технологією.

Венеційське скло (англ. Venetian glass) — вироби зі скла (посуд, прикраси, люстри, статуетки, дзеркала) з міста Венеція. Ще вживають назву «муранське скло», яка пов'язана з відомими склодувними майстернями з острова Мурано. Муранські ремісники досягли надзвичайних успіхів в обробці скляних виробів, їхньому забарвленні та декоруванні.

## Історія

### Контакти та запозичення зі Сходу
Географічне розташування Венеції сприяло військовим, торговельним і культурним контактам із країнами Сходу. Сюди десятиліттями завозили розкішні східні килими й тканини, грецькі ікони, скульптури з мармуру й бронзи, порцелянові та скляні вироби, які дуже припали до смаку венеційцям.
У той час особливо славилися скляні майстерні Сирії та арабського Єгипту. Їхні вироби вивозили навіть у Китай, майстрів якого важко було здивувати віртуозно створеними речами. Однак сирійсько-єгипетські скляні вироби вражали не стільки прозорістю, скільки орнаментами, створеними емалями і позолотою. Зокрема, це стосувалося ліхтарів для мечеті, мерехтливе світло яких виглядало надзвичайно гарно ввечері.
Із Стародавнього Єгипту й Сирії виробництво скла поширилося на Римську імперію, після поділу якої центр склоробства опинився у її східній частині, тобто Візантії. Скляні вироби та мозаїчні оздоби храмів візантійців за часів Середньовіччя справляли неабияке враження на західноєвропейських купців, мандрівників, хрестоносців. Тому після Четвертого хрестового походу серед військових трофеїв венеційців опинилися й візантійські чаші та келихи, які були подаровані в скарбницю собору Святого Марка. А у 1204 році, коли лицарі Христа захопили Константинополь, чимало ремісників звідти втекло до Венеції. Були серед них і склодуви, яких незабаром об'єднали в гільдію, і вже в 1268 році у Венеції відбулася виставка скляних виробів.

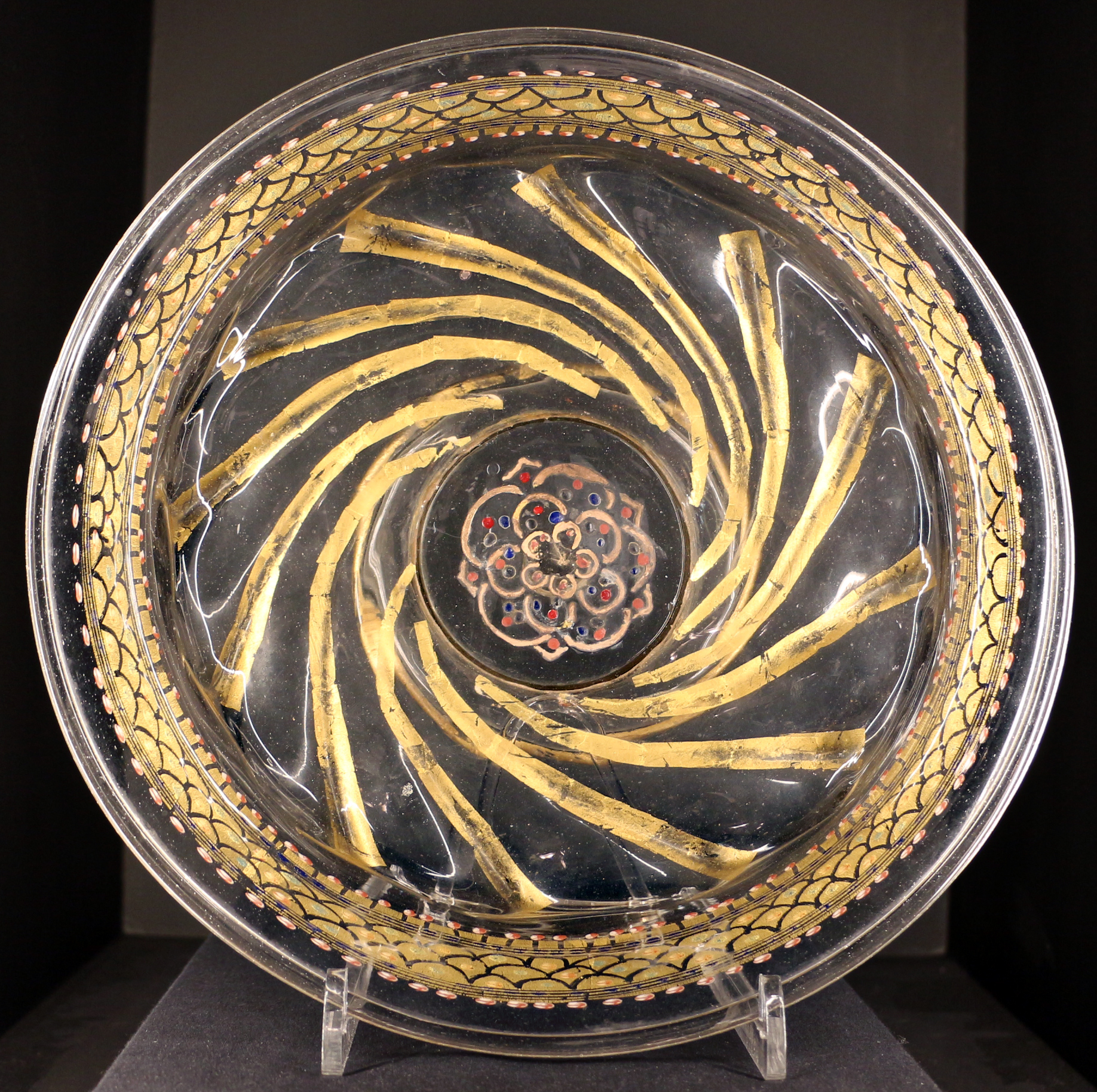
Блюдо з муранського скла (бл. 1510)

### Виникнення та розвиток венеційського скла
В історії виробництва скла у Венеції виділяють чотири періоди: 1) зачаткова стадія, виробництво простих предметів домашнього вжитку(X—XIII ст.); 2) період інтенсивного розвитку(XIII—XIV ст.); 3) епоха світового панування Венеції в галузі склороблення (XV—XVII ст.); 4) період занепаду (XVIII ст.). До цієї періодизації можна додати період відродження традицій, що розпочався у XIX столітті і триває досі.
Ключовим моментом в історії венеційського скла стало XIII століття. Скло у Венеції виготовляли і до того, але воно нічим не відрізнялося від скла, що вироблялося в інших європейських країнах, і особливої художньої цінності не мало. Це були вироби побутового призначення: прості питні посудини, намиста і т. д. Проте у XIII столітті венеційці привезли з Константинополя зразки візантійського художнього скла і рецепти його виготовлення, що дало поштовх до розвитку нових технологій.
Особливе місце серед ремісників Венеції посіли склодуви, майстри виробів зі скла. Розвиток виробництва в Венеції пов'язують з 1291 роком. Спочатку скляні майстерні розташовувалися в самій Венеції, але виробництво скла, пов'язане з вогнем, загрожувало пожежею дерев'яним будівлям міста. Тому наприкінці XIII століття було прийнято рішення перенести майстерні спочатку за межу міста, а потім і зовсім на окремий острів. Саме відтоді Мурано став центром виробництва венеційського скла. Уряд Венеції тоді наказав зруйнувати скловарні майстерні в місті, а всіх склодувів переселити до Мурано. Але в самій Венеції скловарінням займалися ще з V століття н. е., про що писав бенедиктинський монах Домінік. Хоча тоді тут виготовляли лише найпростіші побутові вироби та прикраси зі скла.
Причинами переселення ремісників на острови Мурано стали як пожежонебезпечність виробництва, так і прагнення правителів Венеційської Республіки ізолювати фахівців заради збереження секретів виробництва. Адже торгівля скляними виробами з Мурано приносила Венеції значні прибутки. Заборонявся продаж навіть шматочків битого скла, а Мурано перетворили на справжнє гетто для ремісників-склодувів. Так, наприклад, майстрам заборонили виїзд з острова, а втікачів убивали наймані бандити. Покаранню піддавали і членів родини втікача. Жорстока тактика спрацювала, а Венеція декілька століть була в Європі монополістом на ринку виробів зі скла. Чужинці не мали права займатися виробництвом скла в Мурано, фабрику могли побудувати тільки ті, хто вже був у професії: або сини власників інших місцевих фабрик, або майстри-склодуви. Вивезення сировини за межі Венеції заборонялося, розголошування технологій виробництва каралося в'язницею або смертю. Проте разом з цим склодувам надавалися і особливі привілеї, щоб утримати їх на острові. Найпочеснішою з них була та, що дочки головних муранских склодувів мали право виходити заміж за венеційських патриціїв, і при цьому їх потомство зберігало усі дворянські титули. Це було особливо дивно для такої країни, як Венеційська республіка, де знать дуже трималася за свої аристократичні привілеї.
XIV—XV століття — час розквіту венеційського скла. У цей період воно вже широко відоме і високо цінується в усій Європі; вироби з нього венеційські дожі підносять як цінні подарунки гостям міста. У цей же час створюються і певні канони виготовлення скляних виробів, з'являються стійкі форми різних посудин. Сучасників особливо вражала абсолютна прозорість венеційського скла, яка зараз представляється само собою зрозумілою . Дивовижними здавалися і багатство фарб і різноманітність декоративних деталей.
У XV столітті на Мурано нараховували близько 300 скловарних майстерень, а кількість населення сягала 25 000. Майстрів з Венеції вже важко було наздогнати чи перевершити в майстерності, але муранські склодуви використовували кожну можливість для втечі з острова, перетвореного на їхню довічну в'язницю. Частина оселилась у Франції. Так, з часом, технології венеційських майстрів відкрилися.
У XVI столітті слава муранського скла стає воістину світовою; замовлення на нього надходять у Венецію з різних країн. Типовими виробами цього періоду були келихи у вигляді широкої чаші на вузькій довгій ніжці, частенько прикрашеній декоративними елементами. Крім того, майстри виготовляють посудини химерних форм у вигляді квітів, тварин, птахів, гондол, дзвіниць.
У XVII столітті мода на муранське скло проходить: Європа віддає перевагу гранованому богемському склу. Ходовим товаром залишалися тільки дзеркала і люстри з венеційського скла, пишно прикрашені гірляндами з листя і квітів, гронами плодів, зігнутими ріжками і розетками. Метал у них майже не використовувався; там, де без нього не можна було обійтися, залізна арматура ретельно маскувалася. Попит на них тримався аж до XVIII століття, коли ці люстри вважалися незамінним елементом інтер'єрів в стилі Людовика XV.
У XVIII столітті Венецію окуповують французькі війська, скляні цехи закриваються. Багато майстрів залишають країну, старовинні технології втрачаються.
Відродження скляного виробництва починається тільки в середині XIX століття завдяки ентузіазму однієї людини — Антоніо Сальвіаті, адвоката з Віченци. Він заснував в Мурано завод, що створював вироби за традиційними венеційськими технологіями . Відтоді інтерес до венеційського скла вже не слабшав, і воно незмінно має популярність у всьому світі.
У 1861 році на острові був відкритий Музей муранського скла, де зберігається колекція найбільш видатних скляних виробів з XV по XX століття.

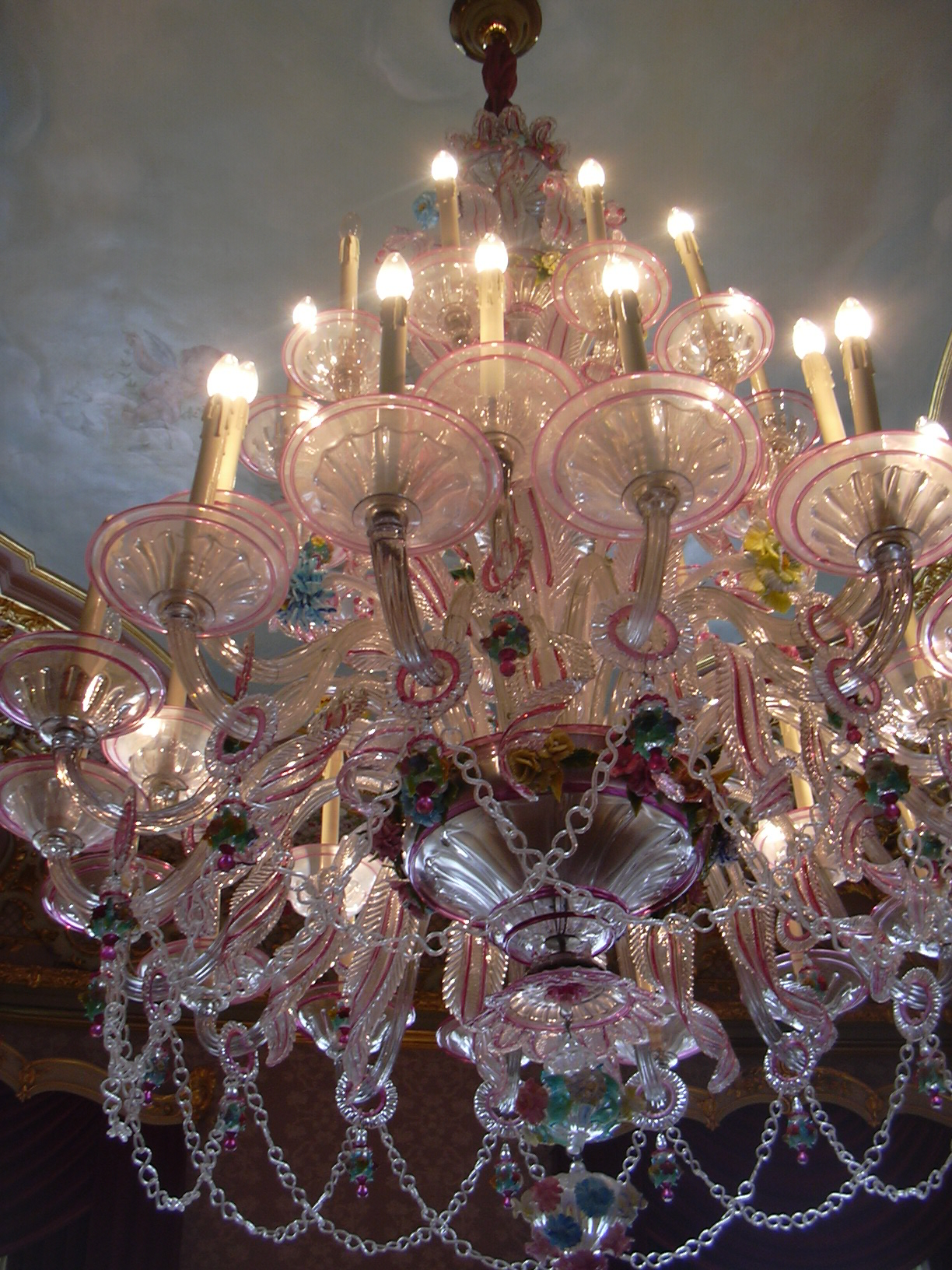
Люстра з муранського скла

### Сучасність
Склодуви острова Мурано славляться й сьогодні, бо їхні прикраси та аксесуари — це вишукані художні вироби ручної роботи.
У наш час на острові існує безліч підприємств, що виробляють муранське скло. Найбільш відомі серед них — Barovier & Toso, Ferro, Moretti, Pauli, Seguso, Venini. Деякі з них (Barovier & Toso, Seguso) — династії нащадків склодувів, історія яких сходить до XIII—XIV століть.
Оскільки муранське скло нерідко підробляється, в 1994 році асоціація виробників скла Promovetro створила і офіційно закріпила товарний знак Vetro Artistico Murano, що захищає справжні вироби. Виробники закликають покупців звертати увагу на наявність цього знаку на скляних виробах і купувати їх тільки в магазинах, що торгують справжнім муранським склом. Всі роботи муранських майстрів підписані, пронумеровані і забезпечені сертифікатом. Ціни на такі предмети не мають меж.

## Технології виробництва

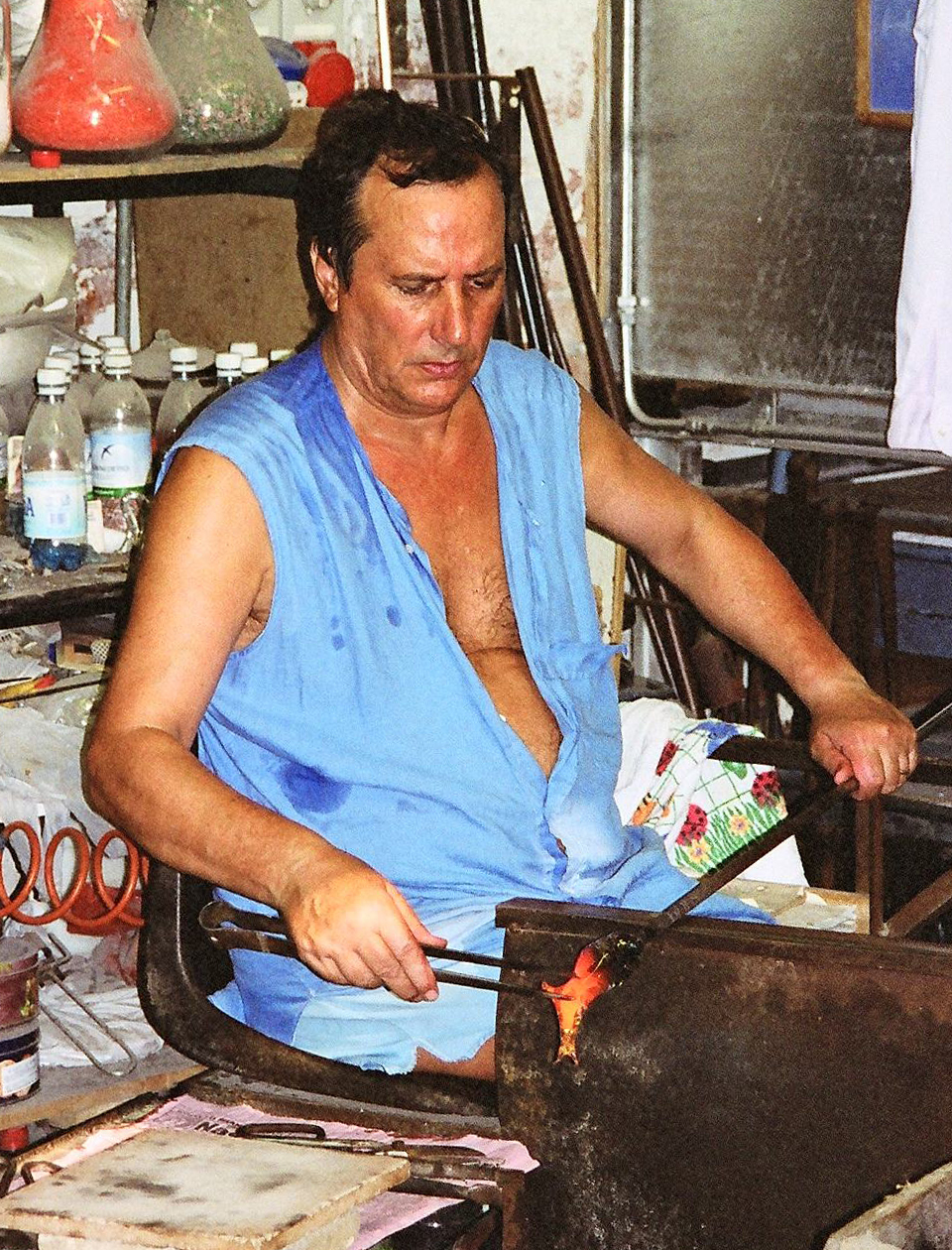
Муранський склодув

Спочатку майстерні склодувів містилися у невеликих одноповерхових будівлях. Біля печі працювали троє: майстер, його помічник і хлопчик-учень.
Виготовлення будь-якого скла розпочинається з піску. Для виробництва муранського скла традиційно використовувався пісок з французького лісу Фонтенбло, один з чистісіньких у світі. Пісок нагрівається до температури 1200—1400°.
Розігрівши скляну масу, майстер бере спеціальну трубку з мундштуком на одному кінці і потовщенням для набирання скла на іншому. За дві тисячі років існування ремесла ця трубка не зазнала істотних змін. Додаткові декоративні матеріали можуть додаватися як у скляну масу, так і на поверхню видуваного «пухиря». Спектр виробів, що виготовляються, надзвичайно широкий: вази, келихи, блюдця, свічники, фігурки тварин, прес-пап'є, абажури, намиста і т. д.
Найбільш відомими різновидами венеційського скла є наступні:
- кольорове скло, для виробництва якого використовуються оксиди кольорових металів: оксид заліза дає зелений колір, кобальт — синій, і т. д.[5];
- прозоре безбарвне скло;
- емальоване і позолочене скло;
- філігранне скло, тобто безбарвне скло, всередину якого включені скляні нитки (найчастіше білого кольору)[5];
- молочне скло: непрозоре, молочного відтінку, отримане шляхом додавання в скляну масу окислу олова;
- агатове скло, імітує візерунки агата;
- авантюринове скло, винайдене муранськими майстрами в XVII столітті: додавання міді в скляну масу дозволяло отримати ефект безлічі виблискуючих точок[5];
- мозаїчне скло, у тому числі міллефіорі (італ. millefiori— «тисяча кольорів»), що виглядає як строкате поле, яке складається з окремих зірочок, квіточок, розеток;
- кракельоване стекло, прикрашене мережею тріщин, отриманих при миттєвому охолодженні гарячого скла[5].

Частка технологій дісталася майстрам з Мурано у спадок, але багато чого вони винайшли самі.

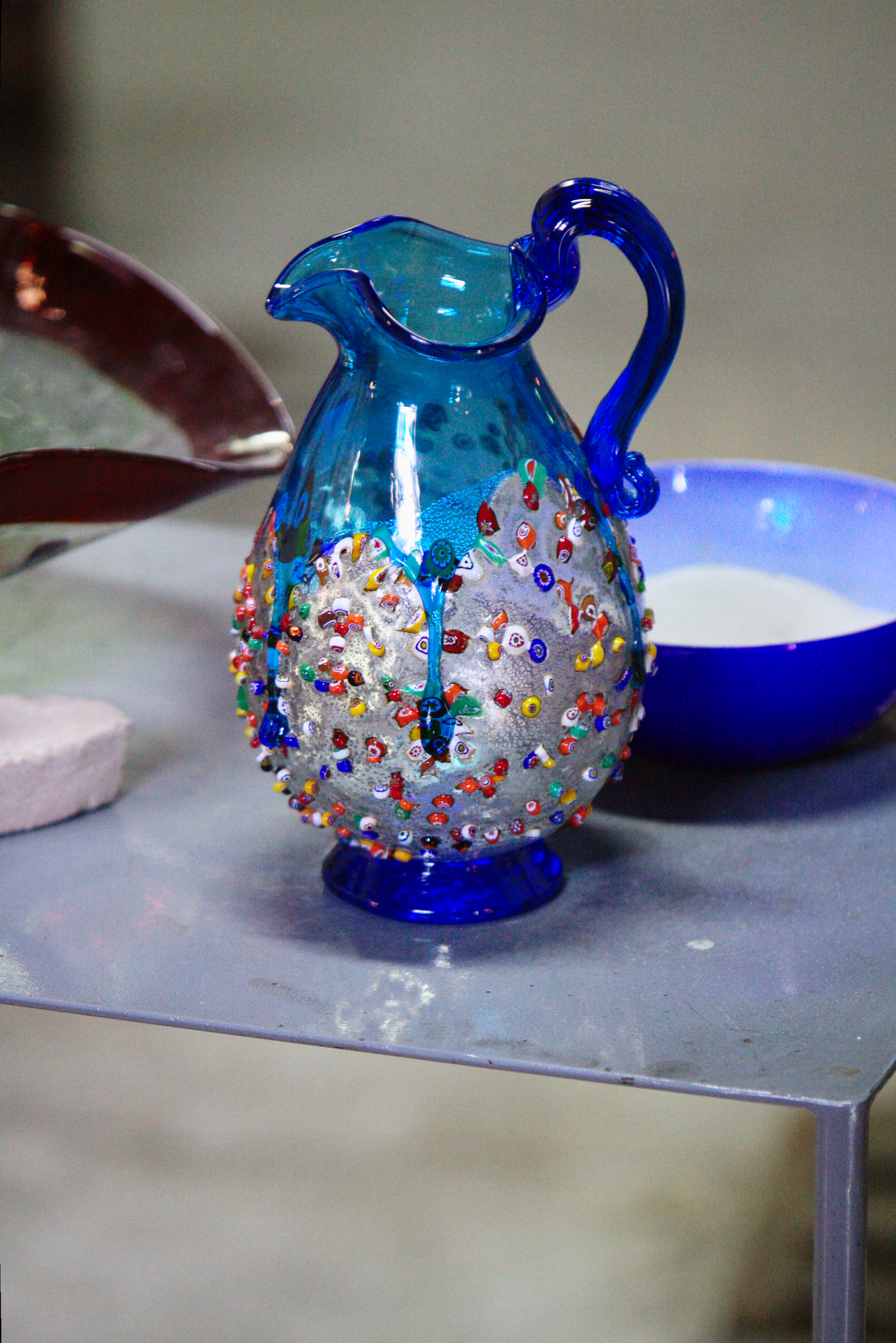
Ваза синього скла з Мурано.

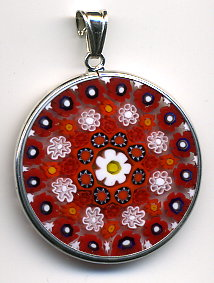
Підвіска у техніці міллефіорі

- Забарвлення скляної маси досягалося домішками солей металів. Окрім цього, венеційські майстри використовували скляні нитки, вироби з двох шарів скла, додачу емалі та золота, бульбашок повітря, ліплені деталі, краке тощо.
- Історично старе венеційське скло не досить прозоре й на вигляд наче трохи забруднене. Мистецьку вартість йому надавали розписи кольоровими емалями та золоченням. Частину ранішніх муранських виробів знайдено в середньовічних похованнях, бо власники виробів не бажали розлучатися з ними й після смерті.
- Виникнення «лускатих» орнаментів пов'язують з іменем муранського майстра Анжело Баровієро (1424—1461). Збережене ім'я майстра — своєрідний виняток, зазвичай імена залишилися невідомими.
- Краке, кракелаж або тріщинуватість. Цього досягали завдяки перепаду температур в середині розпеченого виробу і води, куди ненадовго заглиблювали виріб. Поверхня покривалася мережею поверхневих, неглибоких тріщин, які й були головним оздобленням.
- Копіювання порцеляни. Спроби копіювати східну порцеляну робили і майстри Мурано. Використовували скло молочного забарвлення з домішками оксиду олова та розписами емалями.
- Агатове скло. Його отримували завдяки використанню різнокольорових шарів скла з розтягуванням розігрітої маси в протилежні боки. Візерунки нагадували природний камінь агат.
- Гравіювання механічними засобами поверхні скляних виробів на Мурано використовували з XVI століття. Робили це природними діамантами. Пізніше використовували хімічний засіб гравіювання.
- На початку XVII ст. виробили авантюринове скло. В розпечену жовтувато-коричневу масу додавали тирсу міді, яка при охолодженні скла набувала кристалічного стану. Подібні вироби мали безліч мерехтливих крапок в товщі скла.

Майстри Мурано винайшли багато засобів декорування скляних виробів, кожний з яких отримав свою назву. Технології шліфували десятиліттями. Частину секретів (за висновками фахівців) зараз втрачено.

## Інші застосування
Венеційське скло використовувалося в давнину у металургійних технологіях. Ось як описує це застосування Георг Агрікола у своїй роботі «Про гірничу справу та металургію» (De Re Metallica, 1556 рік):
| Якщо сплав золота з домішкою срібла і свинцю або срібно-свинцевий сплав містять домішки, властиві руді, до них додають рівні частини винного каменю і венеціанського скла або нашатирю, або венеціанського скла і венеціанського мила, або ж нерівні частини, наприклад дві та одну частину залізної іржі. Іноді до цих сумішей додають трохи селітри. На 1 центнер свинцю зі сріблом додають в залежності від ступеня його забрудненості ½ фунта, фунт або 1⅓ фунта порошку, що видаляє домішки зі сплаву. |